# Пецагранде (Казерта)
Пецагранде је насеље у Италији у округу Казерта, региону Кампанија.
Према процени из 2011. у насељу је живело 60 становника. Насеље се налази на надморској висини од 42 м.